# Sylt-Ost
Sylt-Ost es un municipio situado en el distrito de Frisia Septentrional, en el estado federado de Schleswig-Holstein (Alemania), con una población a finales de 2016 de unos 13 613 habitantes.
Se encuentra ubicado al noroeste del estado, en la isla de Sylt (mar del Norte) y cerca de la frontera con Dinamarca.